# Gaixample

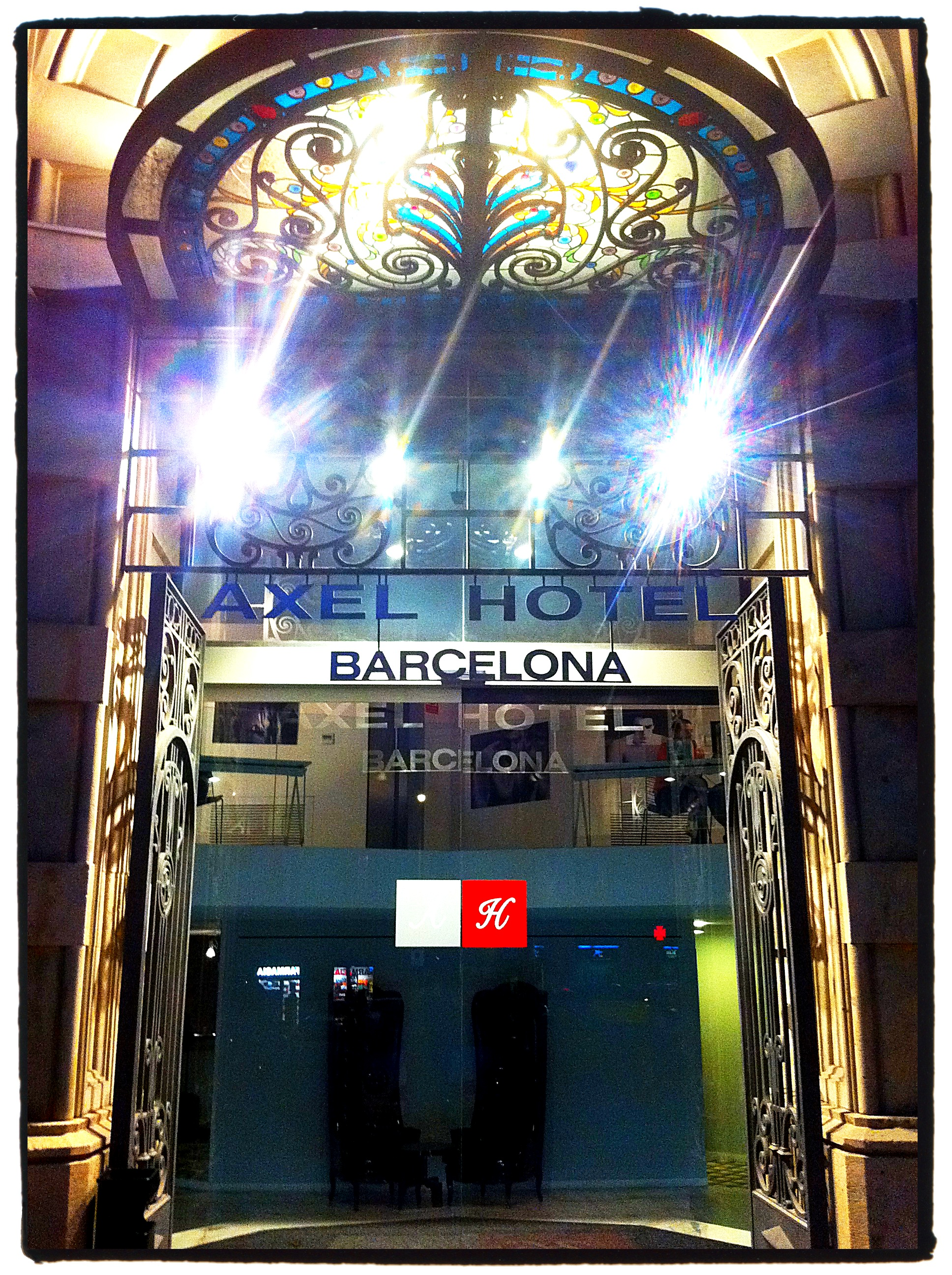
Axel Hotel, ubicado en el Gaixample.

El Gayxample o Gaixample (de los términos en inglés gay y ensanche, en catalán gai y Eixample) es el nombre con el que se conoce popularmente una zona céntrica en el Distrito del Ensanche de Barcelona (España), en el que, desde finales del siglo XX, han ido proliferando los comercios y locales de ocio orientados al colectivo homosexual, convirtiéndose en una zona rosa dentro de la ciudad.
El Gaixample ocupa aproximadamente el rectángulo delimitado por las calles de Balmes, Gran Vía de las Cortes Catalanas, Conde de Urgel y Aragón. En toda esta área proliferan los comercios especializados, tiendas de moda, restaurantes y locales de ocio nocturno orientados al público homosexual. Asimismo, en 2003 se inauguró en la zona el Axel Hotel, el primer hotel gay heterofriendly del mundo, convirtiéndolo también en uno de los focos de atracción del turismo gay en Barcelona, sobre todo en las horas nocturnas.
En los años siguientes a su establecimiento, el Gaixample se convirtió en una de las zonas más caras de Barcelona, lo cual ha generado controversias sobre el carácter elitista que ha adoptado el barrio producto de los altos valores de los alquileres y de los productos y servicios ofrecidos en los negocios.
El 18 de junio de 2022 se celebró por primera vez en el barrio una fiesta del orgullo LGBT, la cual se llevó a cabo en la calle Diputación entre Muntaner y Villarroel.